# Церковь Норрсунда
Церковь Норрсунда (швед. Norrsunda kyrka) — церковь первоначальной постройки XII века между Стокгольмом и Уппсалой рядом Marsta. Наиболее известна по обнаружению в ней камня с рунической надписью «Рюрик».

## «Камень Рюрика»

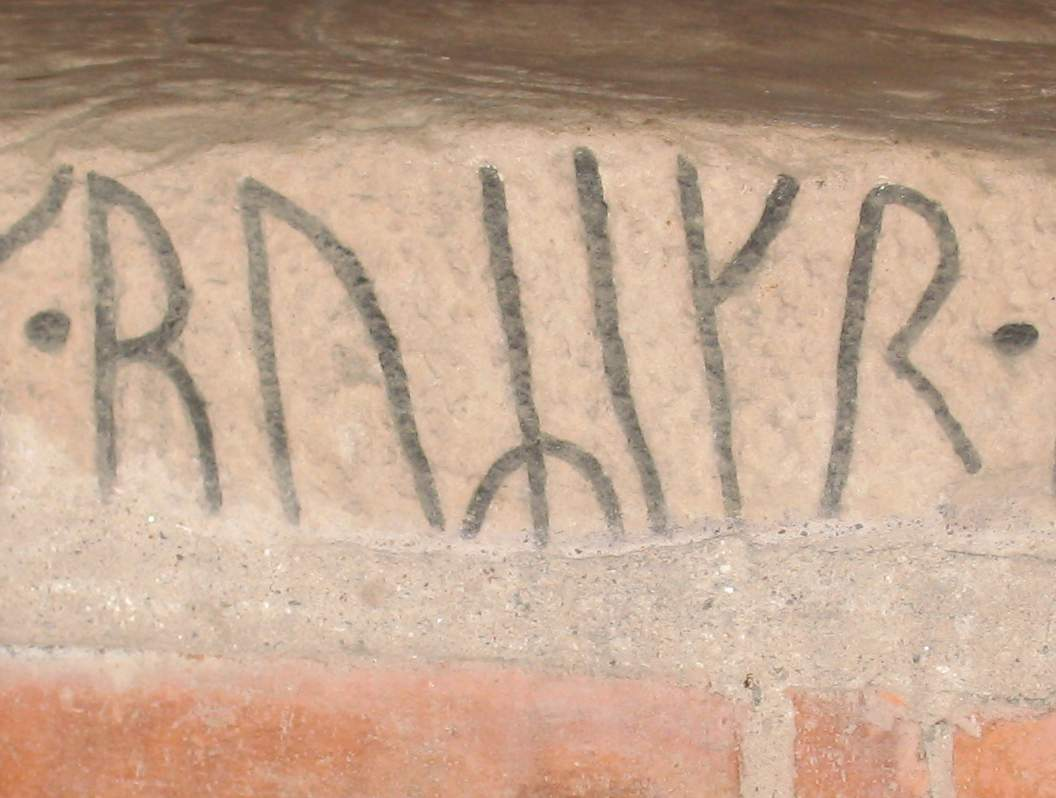
Имя ruRikr (Рюрик) на фрагменте рунического камня U413, оставшегося от ещё более древней церкви

Сама церковь сооружена была в XI веке. При этом церковь была построена на месте ещё более древней деревянной церкви. Особый статус церкви (или её заказчика) был подчеркнут восточным расположением башни. В церкви сохранилось сразу несколько рунических камней (U 413, U 414, U 415, U 416, U 417 по государственному археологическому каталогу Швеции). Для российской истории наиболее интересен камень U 413 с руническими надписями, где читается имя «Рюрик». По причине возможного письменного упоминания легендарного князя этот рунический камень вызывает наибольшие дискуссии. Камень довольно мало исследован учеными и часто является объектом различных манипуляций вокруг фольк-истории. Сам камень стал очень известен в России и на Украине после книги Олеся Бузины о Рюрике и оппонирования ему других публицистов.
Фонетически на камне читается следующая надпись:
ulfr + lit kiara · merki · eftiʀ · iarut · sun · sin · en : biarn : ok · ruʀikr · eftiʀ · broþur · sin ·

Что дословно читается как «Ульф велел сделать памятник по Йорунду, своему сыну, а Бьёрн и Рюрик по своему брату»

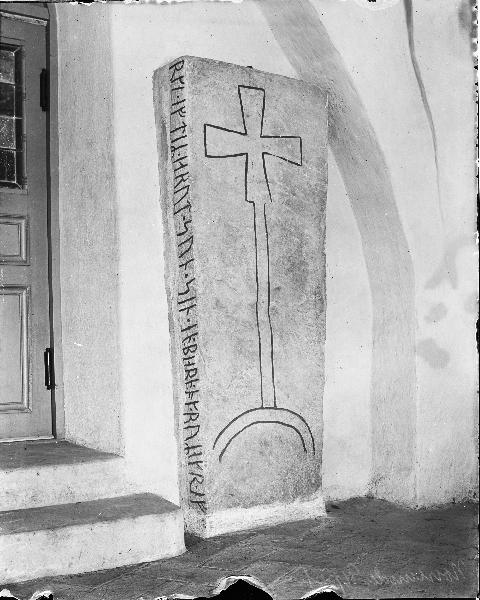
Рунический камень U 413 изначально хранился вертикально и стоял на ребре скрывая окончание записи * broþur * sin *, поэтому камень для прочтения рунической надписи полностью положили сейчас на пол горизонтально.

Написание "р" через альгиз в середине слова указывает, что используется ранний вариант футарка (Younger Futhark), что дает лингвистическую датировку написания между 725 и 1100 годами. Рюрик умер  ок. 879 и Рёрик Ютландский умер между 873-882.

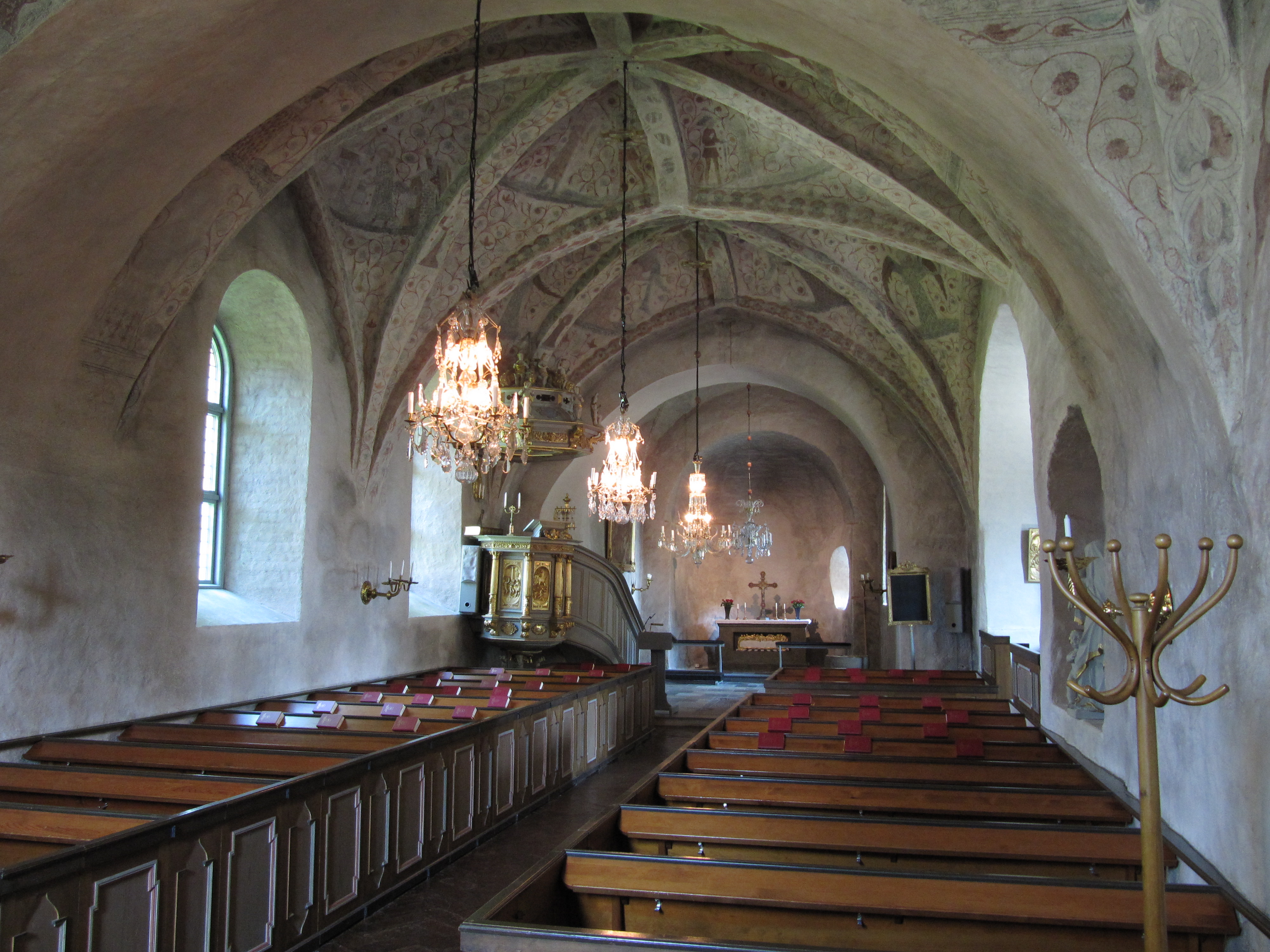
Современный интерьер церкви. Стены постройки XII века, а свод XV века, до этого была деревянная крыша

Профессиональными исследователями рун камень изучен мало. Это связано с тем, что на надписи камня долгое время не обращали особое внимание, хотя первое упоминание об камне датируется 1792 годом, и даже при реставрации церкви 1905 году он был сначала случайно выкинут в строительный мусор, но историки вовремя заметили рунические надписи и его спасли. Наиболее полно камень описан в государственном археологическом каталоге Швеции и каталоге рунических надписей Уппланда.
Шведские исследователи рун отмечают, что мало сомнений, что надпись читается как Рюрик и отмечают, что это очень редкое, но не единственное упоминание имени Рюрика на рунических надписях. В других вариантах имя записылвалось как ryʀ:iks (Sö 47), hruʀikʀ (Ög 153), þruʀikr (Sö 163) или þ[ur]ʀikʀ (Sö 211).

## История
Церковь Норрсунда состоит из абсиды, где находится алтарь церкви, башни над хором в восточной части церкви, нефа, сакристы, придела и капеллы с южной стороны. Абсида, башня, хор и 2/3 примыкающего нефа наиболее древние части церкви, построенные в 1100-е годы. От постройки церкви XII века хорошо сохранился также план, а вот также 1/3 примыкающего нефа для размещения прихода с запада была разрушена и построена заново в XV веке. К этой части нефа был пристроен притвор, а сам неф был перекрыт капитальным каменным сводом.
Вероятно, в оригинальный интерьер хора был перекрыт сводом, а потолок нефа был плоской деревянной конструкцией.  Капелла построена в 1633 для Йохана Спарре и его вдовой Эббой Оксеншерна (Ebba Oxenstierna), сестрой Акселя Оксеншерна.
Первоначально в башне висели церковные колокола. В своде башни есть отверстия для веревок их крепления. В 17-м веке отдельно стоящая колокольня была построена в лесу к западу от церкви и колокола удалили.
Кровля башни получила свой современный вид в первой половине XIX века и к 1804 году церковь получила современный вид.
Церковь имеет множество средневековых росписей. Росписи для церкви были создана между 1300 и 1450 годами. Фрески в своде хора появились в 1300-х годах. Фрески двух восточных сводах нефа были добавлены в начале 1400-х годов. Фрески с запада были добавлены во второй половине 1400-х годов.
Резьба по камню (песчанику) в интерьере датируется XIII веком.